# ریوردیل (کالیفرنیا)
ریوردیل (به انگلیسی: Riverdale) یک منطقهٔ مسکونی در ایالات متحده آمریکا است که در شهرستان فرسنو، کالیفرنیا واقع شده‌است. ریوردیل ۱۰٫۱۶۶ کیلومتر مربع مساحت و ۳٬۱۵۳ نفر جمعیت دارد و ۶۸ متر بالاتر از سطح دریا واقع شده‌است.